# Lauro Tisi
Lauro Tisi (Giustino, 1º novembre 1962) è un arcivescovo cattolico italiano, dal 10 febbraio 2016 arcivescovo metropolita di Trento.

## Biografia

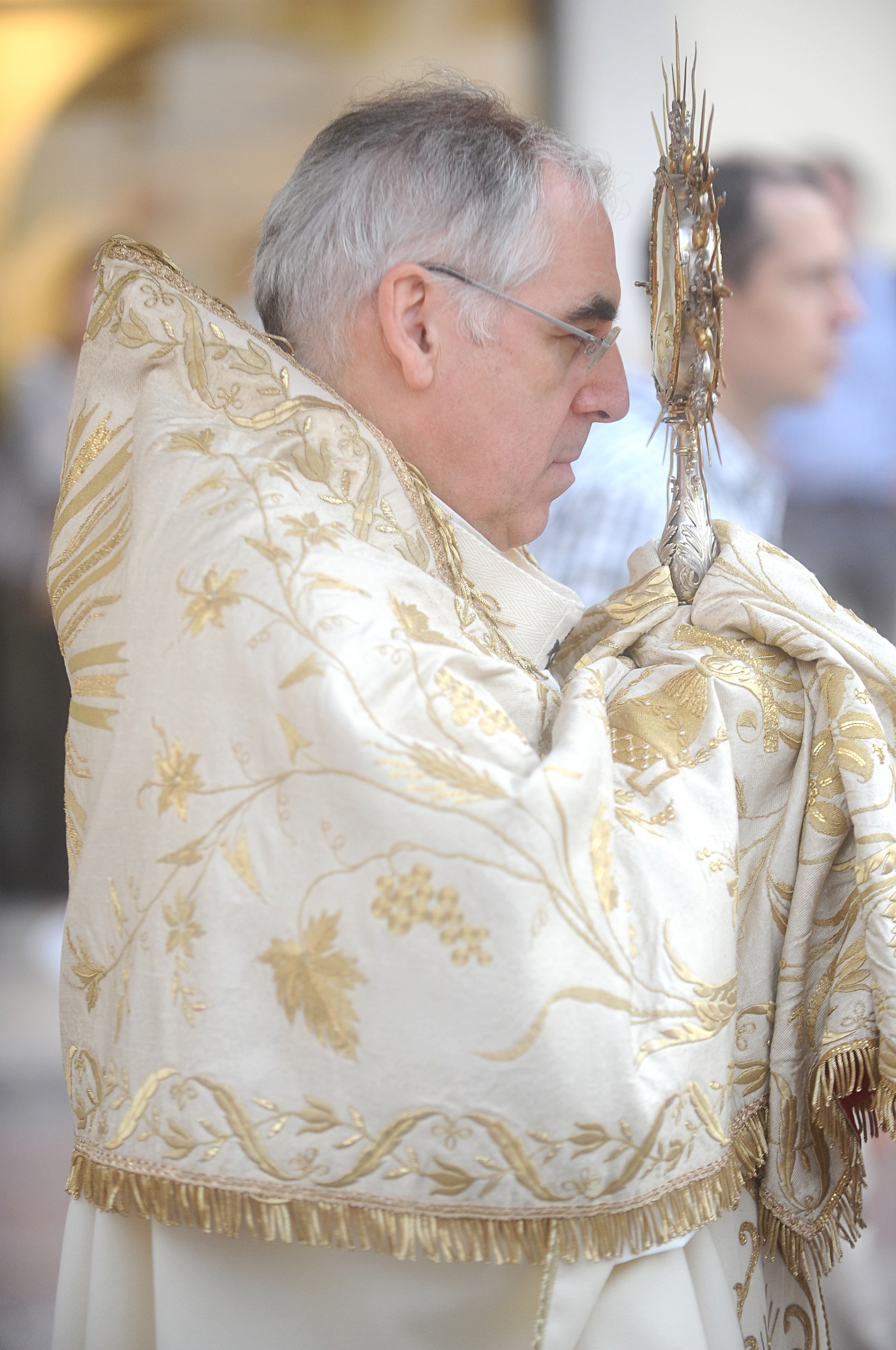
Monsignor Tisi durante la celebrazione del Corpus Domini a Trento, il 31 maggio 2018

Nasce a Giustino, in provincia ed arcidiocesi di Trento, il 1º novembre 1962.

### Formazione e ministero sacerdotale
Compie gli studi liceali al liceo classico del Collegio arcivescovile come alunno del seminario minore; prosegue gli studi teologici presso il seminario diocesano di Trento.
Il 26 giugno 1987 è ordinato presbitero dall'arcivescovo Alessandro Maria Gottardi per l'arcidiocesi di Trento.
Dal 1987 al 1988 svolge il ministero di viceparroco a Levico Terme; dal 1988 al 1995 è vicerettore del seminario di Trento; dal 1995 al 2007 è padre spirituale e delegato vescovile per i sacerdoti giovani. Nel 2007 l'arcivescovo Luigi Bressan lo nomina vicario generale e moderator curiæ; come incaricato vescovile sostiene le attività della comunità delle suore Camilliane all'interno dell'Ospedale San Camillo di Trento.

### Ministero episcopale

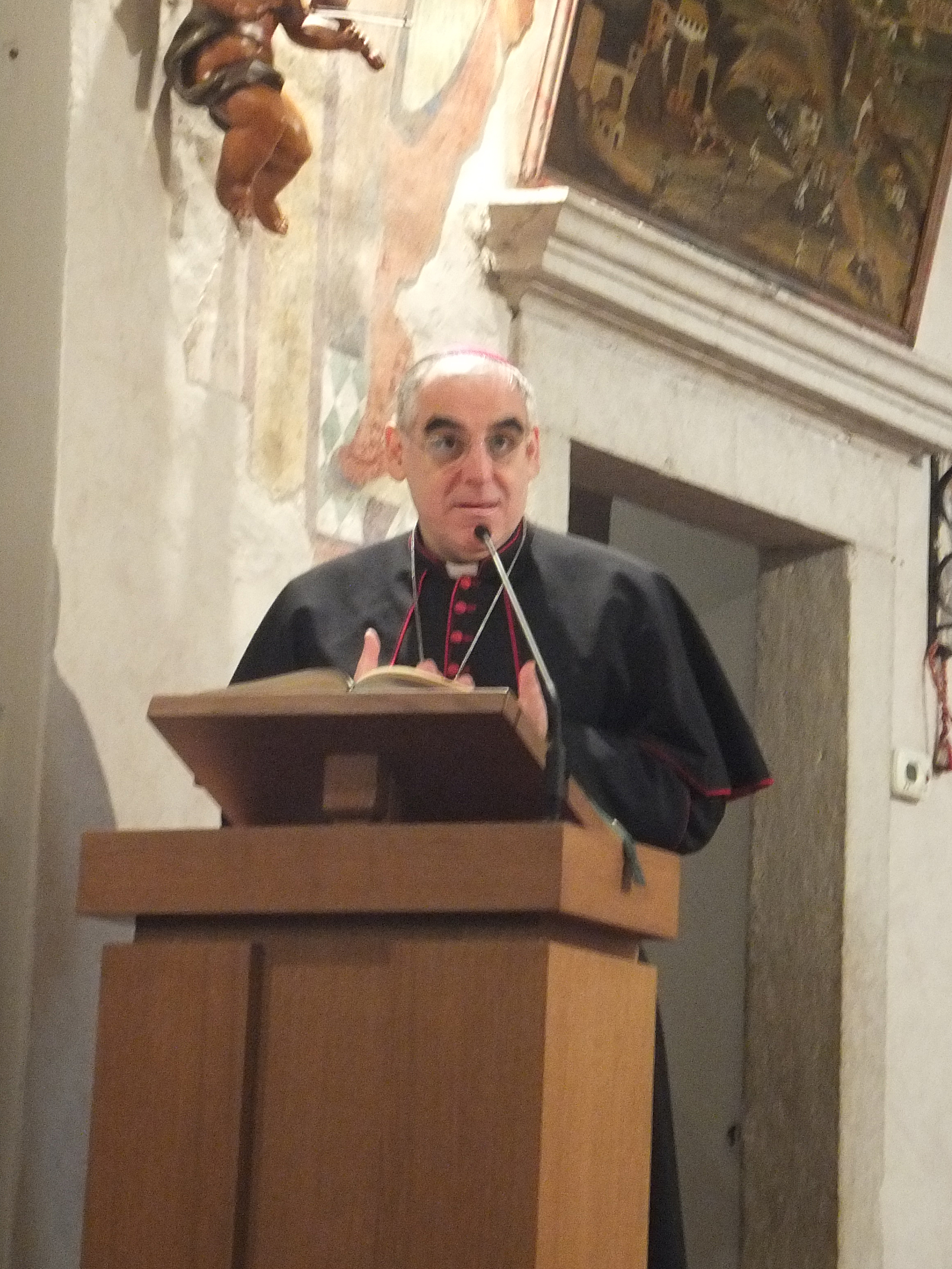
Monsignor Tisi nella chiesa dell'Immacolata di Piazzo durante un'altra visita pastorale il 25 febbraio 2018

Il 10 febbraio 2016 papa Francesco lo nomina arcivescovo metropolita di Trento; succede a Luigi Bressan, dimessosi per raggiunti limiti di età. Il 3 aprile successivo riceve l'ordinazione episcopale, nella cattedrale di San Vigilio, dall'arcivescovo emerito Luigi Bressan, co-consacranti il patriarca di Venezia e presidente della Conferenza episcopale triveneta Francesco Moraglia ed il vescovo di Bolzano-Bressanone Ivo Muser. Durante la stessa celebrazione prende possesso dell'arcidiocesi.

## Posizioni teologiche, morali e sociali
Nel gennaio 2018, visitando un campo profughi di Marco di Rovereto, afferma che la vita di quei profughi, costretti a vivere in 14 in un container, non è vita perché "è chiaro che in queste condizioni non si può stare così a lungo". Dopo la visita dichiara che l'arcidiocesi trentina metterà a disposizione dei profughi 22 posti.
Il successivo 14 febbraio, durante la messa per il Mercoledì delle ceneri, esprime il proprio pensiero sull'utilizzo dei social media dichiarando che gli esseri umani hanno bisogno di "stare concretamente con le persone nella vita familiare come negli ambienti di lavoro".

In un'invervista condotta il 27 dicembre 2024 durante la rubrica della Trentino TV Reflex, alla domanda "come si appellano a lei i trentini?", Tisi ha risposto:
Per fortuna quasi tutti mi chiamano "Don Lauro" perché, per me, questi titoli (Monsignore, Eccellenza) sono cose anacronistiche: più le abbandoniamo, meglio è.

## Genealogia episcopale
La genealogia episcopale è:
- Cardinale Scipione Rebiba
- Cardinale Giulio Antonio Santori
- Cardinale Girolamo Bernerio, O.P.
- Arcivescovo Galeazzo Sanvitale
- Cardinale Ludovico Ludovisi
- Cardinale Luigi Caetani
- Cardinale Ulderico Carpegna
- Cardinale Paluzzo Paluzzi Altieri degli Albertoni
- Papa Benedetto XIII
- Papa Benedetto XIV
- Papa Clemente XIII
- Cardinale Marcantonio Colonna
- Cardinale Giacinto Sigismondo Gerdil, B.
- Cardinale Giulio Maria della Somaglia
- Cardinale Carlo Odescalchi, S.I.
- Cardinale Costantino Patrizi Naro
- Cardinale Lucido Maria Parocchi
- Papa Pio X
- Papa Benedetto XV
- Papa Pio XII
- Cardinale Eugène Tisserant
- Papa Paolo VI
- Cardinale Agostino Casaroli
- Arcivescovo Luigi Bressan
- Arcivescovo Lauro Tisi

## Opere
- Silenzio e attesa, Trento, 26 giugno 2016.
- La vita è bella, Trento, 26 giugno 2017.
- Il dodicesimo cammello, Trento, 26 giugno 2018.
- Come goccia, Trento, 26 giugno 2019.
- #noirestiamovulnerabili, Trento, 26 giugno 2020.
- Occhi, Trento, 26 giugno 2021.
- La strada, Trento, 26 giugno 2022.